# Jim Stewart (Fußballspieler)
James Garvin „Jim“ Stewart (* 9. März 1954 in Kilwinning, Schottland) ist ein ehemaliger schottischer Fußballspieler.

## Karriere

### Verein
Stewart begann seine Karriere als Nachwuchsspieler beim Amateurverein Troon FC. 1970 wechselte er zum FC Kilmarnock, den er 1977 Richtung England verließ. Von 1977 bis 1980 spielte er in der Football League First Division für den FC Middlesbrough. Von dort kehrte er 1980 nach Schottland zurück. Bei den Glasgow Rangers verbrachte er seine erfolgreichsten Jahre auf Vereinsebene. 1981 gewann er mit den Rangers den schottischen Fußballpokal, im Jahr darauf den Liga-Pokal. 1983 zogen die Rangers erneut in das Finale des schottischen Ligapokals ein, in dem sie mit 1:2 gegen Celtic Glasgow unterlagen.
Stewart verließ die Rangers 1984 und wechselte zum FC St. Mirren, bei dem er in den folgenden beiden Jahren nur sporadisch zum Einsatz kam. 1986 beendete er bei Partick Thistle seine aktive Laufbahn.

### Nationalmannschaft
Stewart wurde ohne vorherigen Länderspieleinsatz als dritter Torhüter in das schottische Aufgebot für die Fußball-Weltmeisterschaft 1974 in Deutschland berufen, bei der er jedoch nicht eingesetzt wurde. 1977 und 1978 kam er in zwei Freundschaftsspielen gegen Chile (4:2) und Norwegen (3:2) für die schottische Nationalmannschaft zum Einsatz.

### Trainerkarriere
Nach seiner Spielerkarriere arbeitete er als Torwarttrainer bei Kilmarnock und Heart of Midlothian. Im August 2007 wechselte er in gleicher Funktion zu den Glasgow Rangers.
Nebenbei arbeitete er bei der Scottish Football Association als Jugendtorwarttrainer, bevor er 2013 zum Team der schottischen Nationalmannschaft wechselte. Stewart verließ die Rangers im März 2017, nachdem Pedro Caixinha dort zum Teammanager ernannt worden war. Von Mai 2017 bis Januar 2018 war er Torwarttrainer beim englischen Zweitligisten Nottingham Forest.

## Erfolge
- Schottischer Fußballpokal (1): 1981
- Schottischer Ligapokal (1): 1982
- Schottischer Ligapokalfinalist (1): 1983

## Persönliches
Sein Sohn Colin (* 1980) wurde ebenfalls Fußballprofi und spielte wie sein Vater auf der Position des Torhüters. Die ehemalige schottische Nationalspielerin Julie Fleeting ist seine Schwiegertochter.